# Empire Earth: The Art of Conquest
Empire Earth: The Art of Conquest is een officiële uitbreiding op het real-time strategy computerspel Empire Earth. Dit uitbreidingspakket bestaat behalve uit de toevoegingen van nieuwe beschavingen (Japan en Korea), en units uit drie nieuwe campagnes: het Oude Rome, de Tweede Wereldoorlog en Mars in de 24e eeuw.
Het spel kreeg gemixte kritieken, gemiddeld 66% aan goede recensies op Game Rankings.

## Spelverloop
Het spelverloop in The Art of Conquest is hetzelfde als in het originele spel, afgezien van een paar veranderingen. Een variabele moeilijkheidsgraad is toegevoegd aan de scenario's die dat nog niet hadden in een patch van de originele Empire Earth. De mogelijkheid om online een multiplayer-level te starten is toegevoegd, wat spelers de mogelijkheid geeft om met een maximum van 7 andere spelers over het internet te spelen via een netwerksysteem (bijvoorbeeld LAN).
Het nieuwe tijdperk, de Space Age (Ruimtetijdperk), welke het vijftiende tijdperk is, introduceert nieuwe eenheden, zoals ruimtehavens en ruimtevaartuigen in mappen die daarvoor bestemd zijn.
Robots vervangen de Citizens in het Nanotijdperk en de infanterie in het Ruimtetijdperk. Deze infanteriesoldaten staan bekend als 'Watchmen'. Het voedsel van boerderijen moet in het Nanotijdperk nog steeds door Citizens verzameld worden, maar in het Ruimtetijdperk zijn geen Citizens meer nodig om dit te doen. Dit gebeurt namelijk automatisch; de landerijen heten dan ook 'Robotic Farms' (robotische boerderijen).
Elke beschaving heeft zijn eigen kracht, ook wel bekend als 'Civilization Power'. Vaak zijn deze krachten enkel beschikbaar in bepaalde tijdperken. Een 'Civ Power' geeft elke natie een bepaalde specialiteit: De Chinezen, bijvoorbeeld, hebben de mogelijkheid van 'Just-in-time manufacturing', oftewel het razendsnel trainen van eenheden (die dan wel twee keer zoveel kosten) . De Japanners hebben bijvoorbeeld de mogelijkheid om een 'Cyber Ninja' te trainen.
Empire Earth ondersteunt multiplayer-spellen over LAN-verbindingen en online. Multiplayer-spellen zijn identiek aan de single-player spellen. De multiplayer-versie van Art of Conquest heeft veel fouten en bugs die spelers kunnen gebruiken om zichzelf een oneerlijk voordeel te geven. De uitgever van het spel, Vivendi Games, heeft forums opgezet waar spelers hierover kunnen berichten.
De Multiplayer-servers werden offline gehaald op 1 november 2008, spelers konden daarna alleen nog spelen via een LAN-verbinding.

## Campaigns
Drie nieuwe campaigns werden in The Art of Conquest toegevoegd: Een campaign over het Oude Rome, waarin Julius Caesar en Gaius Marius de hoofdrol spelen. De tweede campaign gaat over de strijd in de Grote Oceaan tijdens de Tweede Wereldoorlog. Verder is er nog een futuristische Aziatische campaign over de kolonisatie van Mars.

### Romeinse campaign
Deze campaign draait om de strijd van Gaius Marius en de veroveringen van Julius Caesar. De campaign is onderverdeeld in zes scenario's.
Het eerste scenario begint in de nadagen van de Romeinse Republiek. De speler, als Gaius Marius, kan burgers rekruteren en moet de gecombineerde dreiging van de Teutoonse hordes en de invasie van de Cimbren (die in 102-101 v.C Italië binnenvallen) verslaan.
Het tweede scenario verplaatst het verhaal naar een alternatieve realiteit, waar Gaius Marius naar Carthago moet vluchten voor Sulla, waarna hij de Jugurtiaanse bandieten moet verslaan om de steun te verkrijgen van de senaat van Carthago. Deze steun bestaat uit krijgsolifanten en transportschepen. Hierna moet de speler de overwinning behalen door Sulla’s trouwe senatoren te doden en Rome te bevrijden van zijn dictatuur.
Het derde scenario gaat over de verbanning van Caesar naar Griekenland en Klein-Azië, waar hij geholpen wordt om te ontkomen aan Griekse premiejagers die werden gestuurd door een piratenkoning op Kreta. In Klein-Azië moet Caesar de koning van Bithynië steun verlenen tegen de rebellen die Mytilene, de hoofdstad van Lesbos, hebben veroverd. Het scenario eindigt met een confrontatie met Sulla’s oosterse legioen in Macedonië.
Het vierde scenario toont de verovering van Gallië door Julius Caesar en de invasie van Brittannië. De speler begint in de Romeinse provincie Hispanië (het huidige Spanje). Daar moet hij een grote hoeveelheid grondstoffen binnen een bepaalde tijd verzamelen en afleveren om Marcus Crassus te betalen voor zijn steun tijdens het bevechten van de lokale barbaren.
Het scenario gaat verder met de migratie van de Helvetiërs, die op agressieve wijze een nederzetting in Spanje willen stichten door over de Pyreneeën te trekken. Nadat de Helvetiërs verslagen zijn, moet de speler zijn leger naar Gallië brengen om de verschillende Gallische stammen te onderwerpen, waaronder de Ambronen, Belgen en de Sueben. Vervolgens moet de speler zijn leger over het Kanaal sturen en de Kelten in Brittannië verslaan.
Het vijfde scenario beschrijft de oorlog van Caesar met zijn voormalige bondgenoot en vriend Pompeius. Het scenario begint met de beroemde tocht over de Rubicon, zijn verovering van Italië en de korte Griekse campaign die eindigt met de strijd om Pharsalus.
Het laatste scenario gaat over de verovering van Ptolemaeïsch Egypte, waar hij moet kiezen wie hij wil helpen: Cleopatra VII of Ptolemaeus XIV. Beiden hebben ze verschillende doelen en situaties:
Het helpen van Cleopatra VII geeft Caesar de controle over de grote stad Alexandrië, waar hij ook in begint. Hij moet daarna de troepen van Ptolemaeus tegenhouden en voorkomen dat ze de stadscentra innemen die in de stad aanwezig zijn. Tegelijkertijd moet Caesar de kampen van de vijandige troepen vernietigen, die in de woestijn buiten de stad opgezet zijn.
Het helpen van Ptolemaeus is gevaarlijk voor zowel Caesar als zijn leger. Ze moeten namelijk snel ontsnappen uit Alexandrië , voordat ze door de troepen van Cleopatra worden overwonnen. Hij moet hergroeperen in een van de kampen van Ptolemaeus, buiten de stad. Het doel is vervolgens om de stadscentra in Alexandrië te veroveren om de overwinning te behalen.
Als de speler ervoor kiest om Cleopatra te helpen, zal Ptolemaeus (na verloop van tijd) troepen sturen naar de piramide van Cheops en een poging wagen om de helft van de hitpoints van deze piramide te vernietigen. Als dat lukt, is de speler verslagen en moet hij een opgeslagen spel laden (alhoewel een bug het toestaat dat de speler de piramide kan verwoesten door het simpelweg te selecteren en op ‘delete’ te drukken. Dit leidt niet tot een nederlaag en op die manier is het voor Ptolemaeus onmogelijk om een reeds verwoest gebouw te beschadigen).

### Pacifische Campaign
Deze campaign bevat ook zes scenario’s.
Het eerste scenario geeft de speler controle over de Slag bij Midway. Het scenario eindigt met de verwoesting van de Japanse vliegdekschepen Akagi, Soryu, Kaga en Hiryu.
Het verhaal gaat volgens verder met de Slag om Guadalcanal in 1943 en later de “island-hopping campaign”, geleid door Douglas MacArthur, waarin de speler Admiraal Isoroku Yamamoto moet doden. De volgende scenario’s bevatten een speciale missie in Birma, de Slag in de Golf van Leyte en de herovering van Leyte. Het verhaal eindigt met de Landing op Iwo Jima. Dit is het kortste scenario in het spel. Het wordt volbracht door vijf mariniers te sturen naar het zuidelijke punt van het eiland. Dit refereert aan de beroemde afbeelding van de US Mariniers die de vlag van Amerika omhoog hijsen op de berg Suribachi. Zie Raising the Flag on Iwo Jima

### Aziatische Campaign
Deze campaign wordt verteld vanuit het oogpunt van de Kwan Do-familie, een invloedrijke familie die beweert af te stammen van de Qin-dynastie. De campaign is onderverdeeld in twee delen.
Het eerste deel vertelt het verhaal over de kolonisatie van Mars. Zodra ontdekt is dat de kolonisatie van Mars mogelijk is, beginnen de grote supermachten op aarde technologieën en grondstoffen bijeen te schrapen om nederzettingen te kunnen bouwen. Een van deze supermachten is de nieuw gevormde Verenigde Federatie van Aziatische Republieken (Engels: United Federation of Asian Republics, UFAR), gesticht en uiteindelijk beheerst door de Kwan Do-familie. De Kwan Do-familie is de rijke eigenaar van “Kwan Do Electronics and Communications”. De regering van de UFAR probeert uit alle macht om de opstanden van lokale rebellen te onderdrukken. Ook worden er terroristische aanvallen uitgevoerd door “Het Oog van God,” een extremistische organisatie die beweert dat de aarde de enige woonplaats van de mensheid moet blijven. Ondertussen worstelt de UFAR met het plan om een koloniaal programma op te zetten om te concurreren met rivaliserende supermachten. Een UFAR-kolonie op Mars wordt uiteindelijk gebouwd met hulp vanuit Japan. Ook de Conglomeratie van de VS en Canada, de Europese Unie van Naties, Novaya Russia en de Republiek van Japan bouwen hun eigen nederzettingen op Mars. Nadat deze kolonies gevestigd zijn, is Mars verdeeld in vijf regio’s.
Deel twee begint 250 jaar na het eerste deel, gedurende het Ruimtetijdperk. De Kwan Do-dynastie is omvergeworpen. De ruwe omstandigheden op Mars en de toenemende negatieve perceptie van de aardse regeringen hebben de kolonisten op Mars ertoe gedwongen om in opstand te komen. Gedurende de revoluties slaagt Khan Sun Do, een afstammeling van de Kwan Do-familie, erin om de vijf regio’s te verenigen. Met het veroveren van het ruimteschip “Yamato”, vechten de Martianen een inter-planetaire oorlog tegen de Aarde om hun onafhankelijkheid te veroveren. De campaign eindigt met het laatste gevecht om Martiaanse onafhankelijkheid en de benoeming van Khan Sun Do tot de eerste leider van Mars.

## Ontwikkeling en uitgave
Het Art of Conquest-uitbreidingspakket voor Empire Earth  werd aangekondigd in mei 2002 door Sierra (de originele uitgever, later overgenomen door Vivendi SA).
De ontwikkeling van het spel werd overgedragen aan Mad Doc Software door Stainless Steel Studios, omdat men bij Stainless Steel al werkte aan Empires: Dawn of the Modern World
Volgens Steve Beinner, de hoofdmanager van de Empire Earth-series, was het uitbreidingspakket al gepland voordat het originele spel was uitgebracht.
De ontwikkelaars luisterden naar feedback van de spelgemeenschap en planden de nieuwe functies en het release-schema dienovereenkomstig.
In een interview met IGN.com, zei Steve Beinner: “Men vroeg om extra scenario’s en extra eenheden. Dat is gebaseerd op onderzoeken die we deden en distributeurs op wereldwijde basis”.
Het werken aan Art of Conquest begon vroeg in 2002, met een geplande uitgiftedatum later dat jaar. De ontwikkelaars beslisten dat “het spel niet aanwezig zou zijn op het E3 (Electronic Entertainment Expo), omdat het strakke ontwikkelingsschema en het feit dat Sierra niet wou dat de ontwikkelaars afgeleid zouden worden door het maken van een E3-demo, dat in de weg stonden”.
Het beta-testen van Art of Conquest begon op 5 augustus 2002, en bevatte een enkele multiplayer-map die gespeeld kon worden in alle 15 tijdperken die in de uitbreiding aanwezig waren, waardoor spelers alle nieuwe functies konden uitproberen.
Art of Conquest werd bijgevoegd in de uitgave van de Empire Earth Gold Edition, wat een uitgave was van zowel Empire Earth als Art of Conquest.

## Ontvangst
The Art of Conquest werd over het algemeen matig ontvangen. Op Game Rankings gaf 66% van de recensenten het spel een goede beoordeling.
Op Metacritic lag de gemiddelde score nog iets lager, op 63%. IGN gaf het een 7,8 op een schaal van 1 tot 10.
Armchair Empire gaf het spel een 6,8 op een schaal van 1 tot 10.
Uiteindelijk gaf GameSpot het spel een 5,2 op een schaal van 1 tot 10.
Een punt van kritiek van GameSpot betrof de manier waarop de ruimte in het spel verwerkt is.
Andere recensenten hadden kritiek op de prijs van het spel: 30 Amerikaanse Dollar.
De muziek van Art of Conquest werd nooit op cd uitgegeven, maar de muziek in het spel ontving kritische goedkeuring, een 7 op een schaal van 1-10 van Gamespot.
IGN gaf het ook een 7 op een schaal van 1-10, maar had wel kritiek.